# Tôn Thất Đính
Tôn Thất Đính ([toŋ˧˧ tʰək̚˦˥ ʔɗɨn˦˥], tong tək din; Aname, 20 de novembro de 1926 – Santa Ana, 21 de novembro de 2013) foi um militar que trabalhou no Exército da República do Vietnã (ARVN). Ele é mais conhecido como uma das figuras-chave no golpe de Estado no Vietnã do Sul em novembro de 1963 que levou à prisão e assassinato de Ngô Đình Diệm, o primeiro presidente da República do Vietnã, notavelmente conhecido como Vietnã do Sul.
Considerado o favorito pelo governante da família Ngô, Đính foi promovido várias vezes à frente de oficiais considerados mais capazes. Ele se converteu ao catolicismo romano para bajular Diệm e chefiou a ala militar do partido Cần Lao, uma organização católica secreta que manteve o controle dos Ngôs no poder. Aos 32 anos de idade, Đính se tornou o general ARVN mais jovem de todos os tempos e o comandante do II Corpo de Exército, mas era considerado uma figura perigosa, egoísta e impetuosa com uma queda por álcool e festas.
Em 1962, Đính, a quem Diệm considerava um de seus oficiais mais leais, foi nomeado comandante do III Corpo de Exército que supervisionava a região ao redor da capital Saigon, tornando-o importante para as perspectivas de qualquer golpe. No final de 1963, quando Diệm se tornou cada vez mais impopular, os colegas de Đính o recrutaram para criação de um golpe de Estado, jogando seu ego acima de tudo ao se posicionar contra Diệm. Diệm e seu irmão e conselheiro-chefe, Ngô Đình Nhu, estavam cientes do episódio, mas não sabiam do envolvimento de Đính. Nhu planejou um golpe falso em uma tentativa de prender seus oponentes e fortalecer o regime da família. Đính foi encarregado do falso golpe e o sabotou. Em 1º de novembro, o verdadeiro golpe dos rebeldes prosseguiu e os irmãos Ngô foram depostos e executados.
Após o golpe, Đính tornou-se um dos 12 membros do Conselho Militar Revolucionário (em inglês: MRC), mas isso durou apenas três meses antes de um golpe sem sangue do general Nguyễn Khánh. Đính e seus colegas foram colocados em prisão domiciliar por Khánh e falsamente acusados de promover uma conspiração neutralista. Mais tarde, o julgamento militar fracassou. Os generais foram condenados por "negligência moral", mas acabaram sendo autorizados a retomar ao serviço militar, embora em empregos administrativos sem importância. Após o exílio de Khánh por outro grupo de generais, Đính foi nomeado para comandar o I Corpo de Exército em 1966 e recebeu a ordem de reprimir o levante budista, mas o primeiro-ministro Nguyễn Cao Kỳ desaprovou suas políticas conciliatórias. Kỳ lançou um ataque surpresa bem-sucedido contra Đính, que fugiu, mas foi posteriormente capturado e brevemente preso por Kỳ. Após sua libertação, Đính trabalhou na imprensa e foi eleito para o Senado em 1967. Ele trabalhou na câmara alta até a queda de Saigon em abril de 1975, quando fugiu do Vietnã.

## Primeiros anos
Đính nasceu na cidade turística de Da Lat, nas Terras Altas do Centro, em 20 de novembro de 1926, cuja família Tôn Thất de Huế, que eram parentes da dinastia Nguyễn. Em 1943, ele conseguiu um emprego administrativo em Da Lat Court. Ele se alistou no Exército Nacional Vietnamita (VNA) do Estado do Vietnã, apoiado pelos franceses em Phu Bai em 1949 e foi treinado pela primeira vez como suboficial em Mang Cá, Huế, antes de ser aceito na primeira admissão do Huế Academia Militar. Após um ano de treinamento, ele foi promovido como tenente. Ele então treinou como paraquedista militar e frequentou a Escola de Cavalaria em Saumur, comuna da França. Como capitão, foi nomeado oficial comandante da Força-Tarefa Móvel do VNA (GM 2) em Ninh Giang, no norte do Vietnã, e depois de se formar no topo de um curso de treinamento militar em Hanói, foi promovido ao posto de major e colocado no comando das forças em Duyên Hải, na província costeira de Thái Bình, no norte, como comandante de batalhão. Em 1952, foi escolhido tenente-coronel, nomeado para comandar o 31.º Grupo Tático (GM 31), com sede na província de Hải Dương, mas também cobriu as províncias vizinhas de Nam Định e Ninh Bình. Ele era o vice-comandante de operações do coronel Paul Vanuxem, quando o VNA e o Corpo Expedicionário do Extremo Oriente francês se retiraram de Ninh Bình para Tuy Hòa na Costa do Centro-Sul como parte da Operação Auvergn após a partição do Vietnã.
Ele se tornou um protegido de Ngô Đình Cẩn, um irmão mais novo do primeiro-ministro Diệm. Cẩn, que controlava, não oficialmente, a região central do Vietnã perto de Huế, ficou impressionado com o que considerou uma abundância de coragem por parte de Đính. Seis anos depois de se alistar nas forças armadas, Đính ascendeu ao posto de coronel e foi nomeado comandante inaugural da recém-formada 32.ª Divisão com sede em Da Nang, no centro do país, em 1º de janeiro de 1955. Đính liderou a unidade até novembro de 1956, período em que passou a se chamar 2.ª Divisão.
Diệm depôs o chefe de estado Bảo Đại em um referendo fraudulento em 1955 e proclamou-se presidente da recém-criada República do Vietnã, notavelmente conhecida como Vietnã do Sul. O VNA tornou-se assim o Exército da República do Vietname (ARVN). Nascido em uma família nominalmente budista, Đính se converteu ao catolicismo na esperança de avançar em sua carreira. A mudança de religião foi amplamente percebida como um fator ao ser promovido de forma rápida, isto é, acima de oficiais mais capazes. Membro devoto da minoria católica, Diệm dedicou o país à Virgem Maria e desprivilegiou fortemente a maioria budista.
Đính, certa vez, se descreveu como "destemido e arrogante" e filho adotivo de Diệm; o presidente foi solteiro ao longo da vida. Em agosto de 1957, foi nomeado comandante da 1.ª Divisão baseada em Huế, a antiga capital imperial e base de Cần. Đính trabalhou lá por um ano, até se tornar um general de uma estrela e receber um comando de maior alcance em agosto de 1958, tornando-o o mais jovem general do ARVN. A boa relação de Đính com família Ngô trouxe benefícios, levando a ser escolhido em 1958 para chefiar a ala militar do Cần Lao, uma organização secreta de católicos vietnamitas leais à família Ngô que manteve o controle da família no poder.
Apesar da grande consideração que a família Ngô tinha por ele, Đính tinha má reputação entre os colegas. Considerado por seus colegas como ambicioso, vaidoso e impulsivo, ele era conhecido principalmente por beber muito nas boates da capital Saigon, e a Agência Central de Inteligência (CIA) o rotulou de "oportunista básico". Ele era conhecido por sempre usar um uniforme de paraquedista militar com uma boina vermelha em um ângulo agudo, e estar acompanhado por um guarda-costas cambojano alto e pouco comunicativo. O oficial sênior do Exército australiano Ted Serong, que trabalhou com Đính, intitulou como "um jovem pretensioso com uma arma – e perigoso".

## Pagode Xá Lợi
Em agosto de 1958, Đính foi nomeado comandante do II Corpo de Exército, que supervisionava a região Terras Altas do Centro habitada principalmente por tribos indígenas. Ele estava baseado na cidade montanhosa de Pleiku e supervisionava a região circundante e as terras baixas ao norte da capital Saigon. Isso o colocou no controle das 5.ª, 22.ª e 23.ª Divisões, um terço das divisões do país. Na época, a CIA estava treinando membros da tribo Montagnard sob o Programa de Defesa do Povoado (que mais tarde se tornaria o Grupo de Defesa Irregular Civil) com a intenção declarada de resistir à infiltração comunista, mas Đính considerou que era uma tentativa de dividir para conquistar e minar ele. Ele estimou que 18 000 membros da tribo estavam armados, e disse a Ngô Đình Nhu – um dos irmãos mais novos de Diệm e seu principal conselheiro – que "os americanos colocaram um exército nas minhas costas". O oficial da CIA, Lucien Conein, admitiu anos depois que a afirmação de Đính estava correta; que Nhu e Diệm não tinham ideia do que os americanos estavam fazendo. Đính escreveu a Diệm para reclamar que suas unidades estavam sendo enfraquecidas pela política de promover oficiais por razões políticas, apesar dele próprio ter sido beneficiário dessa política não baseada no mérito.
A reorganização dos limites do corpo em dezembro de 1962 criou uma quarta região. Toda a região ao redor da capital, Saigon, ficou sob a alçada do III Corpo, enquanto o acordo anterior previa dois corpos controlando as regiões ao norte e ao sul da capital. Como um dos principais apoiadores de Diệm, Đính foi escolhido para ser comandante do III Corpo, porque a família Ngô confiava nele para defendê-los diante de qualquer tentativa de golpe. Sob o III Corpo estavam a 5ª e a 25.ª Divisões, localizadas em Biên Hòa e Cu Chi, nos arredores nordeste e noroeste de Saigon, respectivamente.
Em agosto de 1963, Nhu, que controlava as forças especiais e a polícia secreta, permitiu que Đính ajudasse no planejamento de ataques contra dissidentes budistas que estavam se organizando no pagode Xá Lợi, um tipo de torre do Extremo Oriente, considerado o maior de Saigon. Os ataques envolveram a implantação da 5.ª Divisão na capital. Embora a execução dos ataques – que deixou centenas de mortos – era principalmente responsabilidade do Coronel Lê Quang Tung, o chefe das forças especiais, Đính assumiu a responsabilidade em particular, afirmando a um jornalista: "Eu derrotei Henry Cabot Lodge [o embaixador dos EUA no Vietnã do Sul]. Ele veio aqui para dar um golpe de estado, mas eu, Tôn Thất Đính, o conquistei e salvei o país." Após os ataques, o ministro das Relações Exteriores, Vũ Văn Mẫu, renunciou em protesto, raspou a cabeça como um monge e tentou partir em peregrinação para a Índia; Nhu ordenou que Đính o prendesse. A pedido de outro general, Đính colocou Mẫu em prisão domiciliar.
Nesse período, Đính disse a um convidado que teve o prazer de jantar com um grande herói nacional. Quando o convidado perguntou a Đính onde estava o herói, Đính disse "sou eu" e afirmou ter derrotado os americanos. O ego de Đính foi manipulado pelos irmãos Ngô, que reiteraram esse ponto e pagaram a ele um grande bônus em dinheiro após os ataques ao pagode. Nos tempos inebriantes após os ataques, Đính teve um debate "um tanto incoerente" com seu conselheiro americano, alegando que "ele [Đình] era, sem dúvida, o maior oficial general do ARVN, o salvador de Saigon (...) e logo ele seria o principal militar do país." Em entrevista coletiva após os ataques, Đính afirmou ter salvado o Vietnã do Sul de budistas, comunistas e "aventureiros estrangeiros", um eufemismo para os Estados Unidos.
Depois de ser duramente questionado, Đính rapidamente ficou com raiva. Ray Herndon, da United Press International, pediu-lhe que mencionasse o país da qual se referia, mas Đính se esquivou da pergunta. Herndon, por sua vez, satirizou ao afirmar que um herói nacional deveria ser capaz de identificar o inimigo nacional, e pediu-lhe que ligasse para Madame Nhu, a primeira-dama, de fato, conhecida por seus comentários antiamericanos, para obter ajuda na identificação do país hostil em questão. Depois que vários repórteres riram desses comentários, Đính saiu furioso da coletiva de imprensa.

## Repreensão e apoio ao golpe
Constrangido com os acontecimentos na coletiva de imprensa, Đính voltou ao refeitório dos oficiais no Quartel General do Estado-Maior Conjunto (JGS). Seus colegas, liderados pelo general Trần Văn Đôn, estavam tramando um golpe contra Diệm por causa da crise budista, e tentaram jogar com o ego de Đính para convencê-lo a se juntar a eles. Eles sabiam que sem a ajuda de Đính, um golpe seria difícil, pois suas forças dominavam a região ao redor da capital. Em uma série de reuniões, os outros generais garantiram a Đính que ele era um herói nacional digno de autoridade política e afirmaram que Nhu não havia percebido o quão importante ele era para o futuro do país. A equipe de Đính até subornaram um cartomante para prever sua ascensão ao poder político. Os outros generais disseram a ele que o povo estava insatisfeito com o gabinete de Diệm, que o Vietnã precisava de jovens oficiais dinâmicos na política e que sua presença reverteria o declínio moral na ARVN. Eles aconselharam Đính a pedir a Diệm para escolher o atual ministro do Interior, Dương Văn Minh, como o novo ministro da Defesa; além de Trần Văn Minh ser nomeado ministro da Educação. Os outros generais esperavam que isso rejeitasse Đính e ferisse seu orgulho. Como resultado, Đính e seus companheiros generais encontraram Diệm no palácio, onde Đính pediu ao presidente que o promovesse ao cargo de ministro do Interior. Diệm repreendeu Đính, na frente de sua equipe, ordenando que ele saísse da capital Saigon para a cidade turística de Đà Lạt, nas Terras Altas do Centro, para descansar. Đính sentiu-se humilhado e envergonhado, tendo prometido aos colegas que teria sucesso. Os irmãos Ngô ficaram chocados com o pedido de Đính e o colocaram sob vigilância. Đính descobriu, prejudicando ainda mais seu relacionamento com o palácio. Por esta razão, Đính concordou em se juntar ao golpe, embora com sua natureza ambiciosa, os outros oficiais estivessem céticos e planejassem assassiná-lo se ele tentasse mudar de lado.
Com o foco cada vez maior de Đính e da família Ngô no uso político do exército, a situação militar no III Corpo deteriorou-se gravemente na segunda metade de 1963, com a realocação de pessoal para as cidades. Em agosto, ele mudou uma unidade de Bến Tượng, que havia sido retratada como um assentamento modelo no Programa Estratégico de Povoados que deveria isolar camponeses em povoados fortificados para manter o partido político Viet Cong (VC). Enquanto a unidade estava em Saigon reprimindo os budistas, o VC invadiu Bến Tượng. Um ano antes, o contingente da mídia americana havia sido convidado para a cerimônia de inauguração do assentamento, que deveria ser o carro-chefe do programa do hamlet. Como Đính passou a maior parte do mês de outubro na capital planejando, ao invés de inspecionar o campo, o VC começou a desmantelar sistematicamente os povoados estratégicos.

### Organização de um falso golpe
Em meados de outubro, Diệm e Nhu sabiam dos planos de golpe, mas ainda não imaginavam que Đính estava firmemente entre eles, embora desconfiassem dele. Nhu então decidiu enganar os generais com uma contraconspiração. Os generais ouviram falar disso e decidiram neutralizá-lo. Os outros generais ainda suspeitavam de Đính, temendo que ele os traísse. Tendo descoberto que Nhu estava tentando usá-lo para prendê-los e inseguros de sua verdadeira lealdade, eles prometeram torná-lo ministro do interior e ofereceram outras recompensas se ele ajudasse a derrubar os irmãos Ngô.
Como parte da trama dos generais, Đính transferiu o coronel e vice-comandante Nguyễn Hữu Có para Mỹ Tho, com intuito de conversar com o comandante da 7.ª Divisão, coronel Bùi Đình Đạm, e mais dois comandantes regimentais subordinados a Đạm, chefe da província de Mỹ Tho. Exortando-os a aderir ao golpe, Có afirmou que todos os generais estavam na trama, exceto o fortemente leal Huỳnh Văn Cao, e que Đính logo se juntaria. De acordo com um relato, Đính pretendia que os legalistas relatassem as atividades de Có a Diệm e Nhu para que isso lhe desse a oportunidade de orquestrar uma façanha para cair nas boas graças do palácio.
Os agentes de Nhu logo relataram as atividades de Có ao palácio. Quando os irmãos Ngô confrontaram Đính com o ocorrido em Mỹ Tho, Đính fingiu espanto com o comportamento de seu vice, chorando e jurando que Có seria morto. Nhu se opôs a isso e afirmou que queria manter Có vivo para pegar os conspiradores e tentou usar Đính para esse fim. Nhu ordenou que Đính e Tung, ambos recebessem suas ordens diretamente do palácio em vez do comando ARVN, para planejar um falso golpe contra o governo. Um dos objetivos era enganar os dissidentes para que se juntassem ao falso golpe para que pudessem ser identificados e eliminados. Outro objetivo do golpe de relações públicas era dar uma falsa impressão da força do regime.
Com o codinome Operação Bravo, a primeira etapa do esquema envolveria alguns dos soldados leais a Đính e Tung, disfarçados de insurgentes liderados por oficiais subalternos aparentemente renegados, fingindo um golpe e vandalizando a capital. Tung então anunciaria a formação de um "governo revolucionário" composto por ativistas da oposição que não consentiram em ingressar no novo governo, enquanto Diệm e Nhu fingiriam estar fugindo. Durante o caos orquestrado do primeiro golpe, os legalistas disfarçados se revoltaram e, no caos que se seguiu, mataram os principais conspiradores do golpe, como os generais Minh, Đôn, Lê Văn Kim e oficiais subalternos que os ajudavam. Os legalistas e algumas das conexões do submundo de Nhu também executariam algumas figuras que estavam ajudando os conspiradores, como o vice-presidente titular, mas relativamente impotente, Nguyễn Ngọc Thơ, o agente da CIA Lucien Conein (que estava em missão no Vietnã como conselheiro militar) e o embaixador Lodge. Estes seriam então atribuídos a "elementos neutros e pró-comunistas". Um falso "contragolpe" estava para seguir, após o que as forças especiais de Tung, tendo deixado Saigon sob o pretexto de combater os comunistas, bem como a equipe de Đính, entrariam triunfantemente em Saigon para reafirmar o regime de Diệm. Nhu então exploraria o susto para prender os dissidentes.
Đính foi encarregado do falso golpe e recebeu o controle adicional da 7.ª Divisão baseada em Mỹ Tho, que foi anteriormente atribuída ao legalista de Diệm Cao, que comandava a IV Corpo de Exército no Delta do Mekong. A reatribuição da 7.ª Divisão deu a Đính e sua III Corpo de Exército um cerco completo de Saigon e impediria Cao de invadir a capital para salvar Diệm, como havia feito durante a tentativa de golpe em 1960.
Nhu e Tung, porém, não sabiam que Đính fazia parte da verdadeira trama do golpe. Đính disse a Tung que o falso golpe precisava empregar uma quantidade esmagadora de força. Ele disse que os tanques eram necessários "porque a blindagem é perigosa". Em uma tentativa de enganar Tung, Đính afirmou que novas tropas eram necessárias, opinando: "Se colocarmos reservas para a cidade, os americanos ficarão zangados. Eles vão reclamar que não estamos lutando na guerra. Portanto, devemos camuflar nosso plano enviando as forças especiais para o país. Isso os enganará." Os legalistas não sabiam que a verdadeira intenção de Đính era engolir Saigon com suas divisões rebeldes e prender os homens de Tung no campo, onde não pudessem defender o presidente. Tung e o palácio concordaram em enviar todas as quatro companhias de forças especiais baseadas na capital Saigon para fora da capital em 29 de outubro.
Não confiando em Có, Diệm colocou um legalista católico, o coronel Lâm Văn Phát, no comando da 7.ª Divisão em 31 de outubro. Segundo a tradição, Phát teve que fazer uma visita de cortesia ao comandante do corpo antes de assumir o controle. Đính recusou-se a ver Phát e disse-lhe para voltar na sexta-feira às 14 horas, altura em que o golpe já estava marcado para começar. Nesse ínterim, Đính fez Đôn assinar uma contra-ordem transferindo o comando da 7.ª Divisão para Có. No dia seguinte, Có fez prisioneiros os oficiais em exercício da divisão e usou a unidade para impedir que os legalistas invadissem a capital pelo sul.

### A queda de Diệm
Em 1º de novembro de 1963, o golpe prosseguiu com as tropas de Cao isoladas no extremo sul e as forças de Tung fora de Saigon, incapazes de resgatar Diệm do cerco rebelde. Tung foi chamado ao quartel-general do JGS na Base Aérea de Tân Sơn Nhứt sob o pretexto de uma reunião de rotina e foi capturado e executado. As tentativas de Diệm e Nhu de fazer contato com Đính foram bloqueadas por outros generais, que alegaram que Đính estava em outro lugar. Isso levou os irmãos Ngô a pensar que Đính havia sido capturado, ainda sem saber que ele havia se rebelado. Na manhã seguinte, Đính teve permissão para dar a palavra final a Diệm antes que os irmãos fossem presos, permitindo-lhe provar sua lealdade à causa rebelde. Đính posteriormente gritou obscenidades para os irmãos Ngô.
Đính alegou que os contatos de Nhu com os comunistas e as ameaças de fazer um acordo de paz com o Vietnã do Norte motivaram o golpe. Quando Diệm e Nhu foram assassinados a tiros pelos oficiais que os prenderam contra as ordens dos generais, Đính afirmou que "não conseguiu dormir naquela noite". Ele se gabou para a mídia de que ele e suas tropas foram responsáveis pela captura de estúdios de transmissão, do quartel-general da polícia, da Base Aérea de Tân Sơn Nhứt e da libertação de centenas de presos políticos, como monges e estudantes. Ele também afirmou que liderou o cerco bem-sucedido ao Gia Long Palace, embora a 5.ª Divisão do Coronel Nguyễn Văn Thiệu o tivesse realmente realizado.
Đính salvou a vida do coronel Cao Văn Viên, comandante da Brigada Aerotransportada, que era leal a Diệm. O destino de Viên foi discutido durante a fase de planejamento. Đính, que jogava mahjong com a esposa de Viên, convenceu Minh a poupar o comandante do paraquedista militar, dizendo que Viên não iria se opor ao golpe. Na reunião do JGS, Viên, que não sabia da trama, retirou a insígnia e pediu demissão, sendo preso por se recusar a aderir ao golpe. Viên foi autorizado a retornar ao comando um mês depois, e mais tarde, tornou-se chefe da JGS por oito anos.

## Pós assassinato de Diệm
Após o golpe, foi formado um Conselho Militar Revolucionário (MRC), composto por 12 generais, incluindo Đính, cada um deles com poder igualitário de voto. Eles indicaram um gabinete composto principalmente por civis liderados pelo primeiro-ministro Nguyễn Ngọc Thơ, que havia sido o vice-presidente titular de Diệm. Đính foi inicialmente nomeado ministro do Interior, mas Thơ teria se posicionado contrariamente à nomeação. Por fim, Minh, o chefe da junta militar, chegou a um acordo pelo qual Đính foi escolhido como Ministro da Segurança e Assuntos Administrativos, que cobria parcialmente o ministério do interior. Ele foi o 2.º vice-presidente do MRC, atrás de Minh e Đôn. No entanto, a tensão persistiu enquanto o governo civil de Thơ era atormentado por lutas internas. Segundo o assistente de Thơ, Nguyễn Ngọc Huy, a presença de Đôn e Đính, tanto no gabinete civil quanto no MRC, paralisou o processo de governança. Đính e Đôn foram subordinados a Thơ no governo civil, mas como membros do MRC eram superiores a ele. Quando Thơ deu uma ordem de gabinete com a qual os generais discordaram, eles foram ao MRC e deram uma contra-ordem. Đính e o novo chefe da polícia nacional, general Xuân, foram acusados de prender pessoas em massa, antes de libertá-las em troca de subornos e promessas de lealdade. A junta atuou de forma indecisa e foi duramente criticada, especialmente Minh, que foi considerado muito apático com a situação de seu país. Durante o mandato do MRC, o Vietnã do Sul sofreu cada vez mais perdas para os vietcongues.

### Política externa com os Estados Unidos
Foi relatado que Đính comemorou suas novas posições fazendo aparições visíveis em boates e dançando em Saigon, tendo suspendido as proibições de Madame Nhu de tais atividades. Ele teria beijado as dançarinas do bar e pedido champanhe para todos os presentes. O comportamento impetuoso de Đính causou problemas de relações públicas para a junta. Em entrevistas ao The Washington Post e ao The New York Times, afirmou que assumiu protagonismo no golpe porque "teríamos perdido a guerra sob Diệm" e dizendo que participou "não por ambição pessoal, mas pela população, o povo e livrar-se de Nhu". Ele afirmou ter sido o "especialista (...) [que] deu as ordens em apenas trinta minutos", mantendo os planos "tudo na cabeça". Em uma entrevista exclusiva com Herndon, ele disse: "Você é quem começou tudo, quem me levou a fazer o golpe. Você é o herói da revolução." Esta foi uma referência à referência sarcástica de Herndon a Đính como um "grande herói nacional" depois que o general assumiu o crédito pelos ataques ao pagode. Ele também gerou polêmica com comentários antiamericanos, afirmando: "em 21 de agosto, fui governador de Saigon e leal a Diem; em 1º de novembro, fui governador de Saigon e lutei contra Diem; talvez no futuro eu seja governador de Saigon e lutando contra os americanos."
Đính e os principais generais do MRC também tinham um plano secreto para acabar com a insurgência comunista, que afirmava ser independente do governo do Vietnã do Norte. Eles alegaram que a maioria deles eram, antes de tudo, nacionalistas do sul que se opuseram à intervenção militar estrangeira e ao envolvimento e apoio dos EUA a Diệm. Os generais concordaram com esse ponto de vista e pensaram que um acordo para encerrar a guerra no Vietnã do Sul era possível. O governo também rejeitou as propostas americanas de bombardear o Vietnã do Norte, alegando que tais ações cederiam a superioridade moral, que eles reivindicavam com base na luta de maneira puramente defensiva. No entanto, os planos para trazer o Viet Cong para o mainstream nunca foram implementados em nenhum grau antes da deposição do governo.
Durante seu tempo no MRC, Đính persistentemente levantou as sobrancelhas com seu comportamento volátil. Os americanos e seus colegas o acharam difícil de controlar. O general Paul Harkins, chefe da presença militar dos Estados Unidos no Vietnã, aconselhou Đính a renunciar ao controle da III Corpo de Exército, alegando que ele já estava atuando como Ministro do Interior e que um corpo precisava de um líder em tempo integral, mas Đính recusou. Como o III Corpo de Exército cercava a capital, a região economicamente mais produtiva do Vietnã do Sul, havia mais espaço para corrupção e suborno. Đính disse aos funcionários da embaixada dos Estados Unidos, em dezembro de 1963, que estava se preparando para "se acomodar a uma solução neutra para o Vietnã". Isso supostamente perturbou os americanos e foi interpretado como uma ameaça de não cooperar com a luta anticomunista se seu poder fosse revertido. O secretário de Defesa dos Estados Unidos, Robert McNamara, criticou o acordo, e no início de janeiro de 1964, Đính foi substituído pelo general Khiệm, que havia sido o chefe das forças armadas até ser rebaixado após o golpe contra Diệm, e começou a derrubar o MRC.

## Destituição do general Nguyễn Khánh
A estada política de Đính foi breve, pois o general Nguyễn Khánh, que estava descontente por não ter recebido um cargo elevado após a remoção de Diệm, depôs o MRC com o apoio de Khiệm em 30 de janeiro de 1964, sem disparar um tiro. Khánh usou o golpe para se vingar dos generais Đôn, Đính, Xuan e Lê Văn Kim. Khánh os prendeu, alegando que faziam parte de uma conspiração neutralista com o governo francês do presidente Charles de Gaulle para fazer um acordo de paz com o Vietnã do Norte que não acabaria com o comunismo. Khánh observou que todos haviam servido no VNA apoiado pelos franceses antes de 1955, embora ele também o tivesse feito. Ele também acusou os quatro generais de discutir tal plano com alguns políticos visitantes do partido de Gaulle durante um jantar, embora Đính e seus colegas acusados negassem que a reunião fosse algo mais do que social. Os generais foram levados para a praia de Mỹ Khe, perto de Đà Nẵng.
Khánh presidiu o julgamento de Đính e seus colegas em 28 de maio de 1964. Os generais foram interrogados por cinco horas e meia, principalmente sobre os detalhes de seu golpe contra Diệm, em vez da acusação original de promover o neutralismo. Como todos os oficiais estiveram envolvidos na derrubada de Diệm, as audiências não revelaram nenhuma informação nova. O tribunal deliberou por mais de nove horas e, quando se reuniu novamente para o veredicto, Khánh declarou: "Pedimos que assim que começar a trabalhar novamente no exército, não se vingue de ninguém". O tribunal então "parabenizou" os generais, mas considerou que eles eram de "moralidade frouxa" e não qualificados para comandar devido à "falta de um conceito político claro". Eles foram punidos por serem "inadequadamente conscientes de sua pesada responsabilidade" e por deixarem "seus subordinados tirarem vantagem de seus cargos". O quarteto de Đính foi autorizado a permanecer em Đà Lạt sob vigilância.
Os quatro generais foram impedidos de comandar tropas e os gabinetes foram preparados para que pudessem participar da "pesquisa e planejamento". Preocupado que o grupo ocioso conspirasse contra ele, Khánh fez alguns acordos preliminares para enviá-los aos Estados Unidos visando estudo militar, mas fracassou. Quando o próprio Khánh foi destituído em 1965, ele entregou dossiês provando que Đính e os outros generais eram inocentes e que suas acusações eram desonestas, antes de ir para o exílio. O historiador Robert Shaplen disse que "o caso (...) continuou a ser um dos maiores embaraços de Khánh." Durante o período de prisão domiciliar, Khánh libertou brevemente Đính e Kim quando a Frente Unida para a Libertação das Raças Oprimidas, conhecida pelo acrônimo francês FULRO, lançou uma revolta no planalto central pedindo autonomia para os indígenas. Đính e Kim foram enviados para Ban Mê Thuột na tentativa de encerrar o impasse em setembro de 1964, mas após o impasse das negociações, eles conversaram com Khánh e decidiram ordenar que as tropas do ARVN esmagassem a rebelião, que foi realizada com sucesso.

## Protestos budistas de 1966 e carreira no Senado

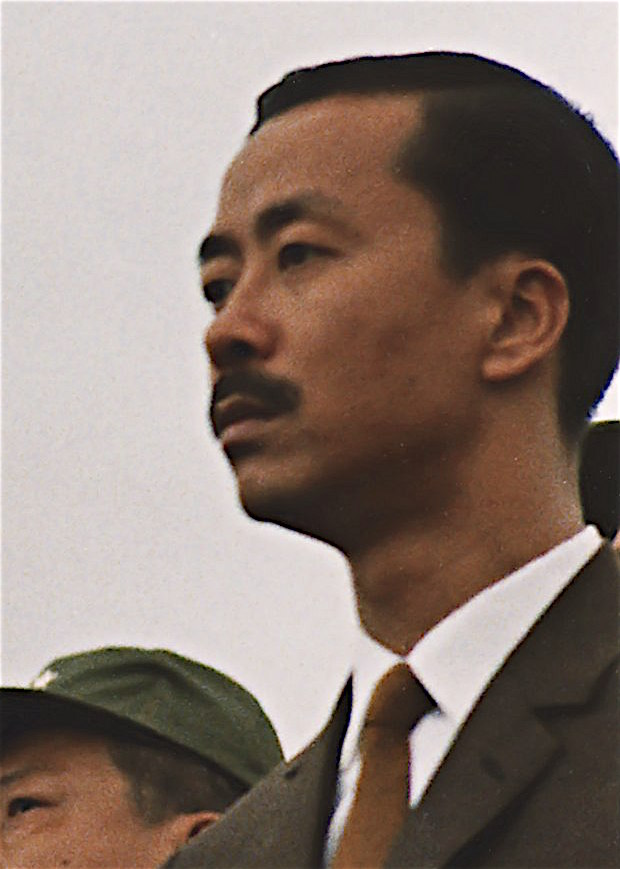
O primeiro-ministro e chefe da Força Aérea, Nguyễn Cao Kỳ, que prendeu Đính

Com a ascensão ao poder de Nguyễn Cao Kỳ – chefe da Força Aérea da República do Vietnã – após a destituição de Khánh, retornou a uma função de comando no exército. Đính foi transferido de seu cargo de Diretor Geral de Treinamento Militar, e em abril de 1966, foi escolhido para liderar o I Corpo de Exército, no norte do Vietnã do Sul. Đính foi o terceiro comandante do corpo em cinco semanas. Essa convulsão ocorreu após a demissão do tenente-general, Nguyễn Chánh Thi, devido às suas simpatias pelos ativistas budistas e porque Kỳ o via como uma ameaça pessoal. Em resposta, os manifestantes budistas paralisaram a região com manifestações antiamericanas e antiguerra, algumas das quais acabaram em tumultos. Os protestos foram apoiados por grupos de soldados rebeldes do I Corpo de Exército e pelo prefeito de Đà Nẵng, Nguyễn Văn Man, nomeado por Thi. Esses grupos anti-Kỳ formaram uma coalizão conhecida como Movimento de Luta. O substituto de Thi, general Nguyễn Văn Chuân, recusou-se a confrontar os dissidentes ou fechá-los. Ele se contentava em permitir protestos desde que não houvesse insurreição.
Kỳ desaprovou a abordagem de Chuan e substituiu Chuan por Đính. Kỳ sentiu que a atitude agressiva de Đính após os ataques do pagode Xá Lợi, em 1963, indicava uma disposição de reprimir os dissidentes budistas. Além disso, Đính era natural do Vietnã Central e teria sido popular entre aqueles que pensavam de acordo com linhas paroquiais. Đính chegou a Huế em 15 de abril e, após uma semana, anunciou que havia restaurado a autoridade de Saigon sobre a região. Ele proclamou que havia recuperado o controle das estações de rádio em Đà Nẵng e Huế dos dissidentes e que havia convencido o prefeito de Đà Nẵng a permanecer leal a Saigon. Đính anunciou um acordo pelo qual os budistas teriam tempo regular no ar em troca da renúncia ao controle da estação de rádio. Este movimento foi interpretado de diferentes maneiras. Alguns achavam que Đính estava tentando ganhar o favor dos budistas em antecipação à queda de Kỳ do poder, enquanto Frances FitzGerald achava que era a única ação governamental sensata durante a crise. Em 19 de abril, confrontos eclodiram em Quảng Ngãi entre os budistas e o VNQDĐ (Partido Nacionalista Vietnamita), que apoiava a continuação da guerra anticomunista, levando Đính a conter os dois grupos à força.
Logo depois, Kỳ fez um ataque surpresa para afirmar o controle do governo sobre o centro do Vietnã. Ele voou para Đà Nẵng com suas próprias unidades, sem consultar os americanos ou oficiais do I Corpo. Nessa época, Đính seguia uma política de reconciliação Đà Nẵng e negociação com as unidades dissidentes de I Corpo de Exército, e fazia contato com o Movimento de Luta. Kỳ decidiu atacar e enviou suas forças para invadir o quartel-general de Đính em 15 de maio, obrigando a abandonar seu posto e fugir para o quartel-general do general americano Lewis Walt. Temendo que as forças de Kỳ o matassem, Đính pediu ajuda a Walt e foi levado para Huế, onde os elementos pró-thi e pró-budistas ainda estavam no controle. Đính foi então formalmente substituído pelo General Cao. A ajuda de Walt a Đính provocou uma reação do general William Westmoreland, comandante das forças americanas no Vietnã. Walt e Westmoreland estavam frequentemente em conflito, e o último respondeu à evacuação de Đính por seu subordinado implorando a Kỳ que atacasse Huế.
O ataque surpresa de Kỳ levou a um conflito entre os rebeldes e legalistas do ARVN, com as forças terrestres americanas presas no meio, criando efetivamente uma guerra civil dentro de uma guerra civil. Kỳ finalmente reprimiu a rebelião e prendeu Đính por um breve período, que alegou ter sido encarcerado por se recusar a apoiar o relato de Kỳ sobre o conflito com os budistas. Đính deixou o exército e, após a restauração nominal do governo civil, ganhou a eleição para o recém-criado Senado em 1967, como parte da chapa Hoa Sen (Lótus). Foi presidente da Comissão de Defesa do Senado e foi senador, posteriormente líder do bloco Xã Hội Dân Chủ (social democrata). Em fevereiro de 1968, enquanto trabalhava no Senado, Đính e seu colega senador e ex-colega de junta Đôn fundaram um jornal intitulado Công Luan, enquanto também atuavam como chefe da Associação de Editores Vietnamitas.
Em 29 de abril, um dia antes da queda de Saigon, Đính partiu para os Estados Unidos, morando inicialmente na Virgínia, antes de se mudar para Garden Grove e depois para Westminster, na área de Little Saigon em Condado de Orange, na Califórnia. Em 1998, Đính alegou que sentia remorso pela deposição e assassinatos dos irmãos Ngô, e também alegou que se opôs às suas políticas de discriminação religiosa contra os budistas, que fomentaram a desunião nacional e a eventual vitória comunista. Em 1998, suas memórias 20 Năm Binh Nghiệp – Hồi Ký của Tôn Thất Đính (vietnamita: 20 anos nas forças armadas – As Memórias de Tôn Thất Đính) foram publicadas, mas só foram lançadas quinze anos depois, até junho de 2013, em um evento em Santa Ana que comemorou o 50.º aniversário da autoimolação de Thích Quảng Đức durante a crise budista. Đính fez o discurso principal no evento, que foi organizado e contou com a presença de vários membros seniores da sangha budista vietnamita americana.
Đính faleceu no Kindred Hospital Santa Ana, em 21 de novembro de 2013, onde foi tratado por várias semanas, e seu funeral foi conduzido de acordo com a tradição budista.